# Liste der Generale der Union im Sezessionskrieg
Die Liste der Generale der Union im Sezessionskrieg führt jene Offiziere auf, die im Range eines Generals im
US-Heer dienten.

## A
- Abercrombie, John Joseph (1798–1877), Brigadegeneral
- Allen, Robert (1811–1886), Brigadegeneral
- Alvord, Benjamin (1813–1884), Brigadegeneral
- Ames, Adelbert (1835–1933), Brigadegeneral
- Ammen, Jacob (1807–1894), Brigadegeneral
- Anderson, Robert (1805–1871), Brigadegeneral (Regular Army)
- Andrews, Christopher Columbus (1829–1922), Brigadegeneral
- Andrews, George Leonard (1828–1899), Brigadegeneral
- Appleton, John Francis (1838–1870), Brigadegeneral
- Arnold, Lewis Golding (1817–1871), Brigadegeneral
- Arnold, Richard (1828–1882), Brigadegeneral
- Asboth, Alexander (1811–1868), Brigadegeneral
- Augur, Christopher Columbus (1821–1898), Generalmajor
- Averell, William Woods (1832–1900), Brigadegeneral
- Ayres, Romeyn Beck (1825–1888), Brigadegeneral

## B
- Bailey, Joseph (1825–1867), Brigadegeneral
- Baird, Absalom (1824–1905), Brigadegeneral
- Baker, Edward Dickinson (1811–1861), Generalmajor
- Baker, Lafayette Curry (1826–1868), Brigadegeneral
- Banks, Nathaniel Prentiss (1816–1894), Generalmajor
- Barlow, Francis Channing (1834–1896), Generalmajor
- Barnard, John Gross (1815–1882), Brigadegeneral
- Barnes, James (1801–1869), Brigadegeneral
- Barnes, Joseph K. (1817–1883), Brigadegeneral (Regular Army)
- Barnum, Henry Alanson (1833–1892), Brigadegeneral
- Barry, William Farquhar (1818–1879), Brigadegeneral
- Bartlett, Joseph Jackson (1834–1893), Brigadegeneral
- Bartlett, William Francis (1840–1876), Brigadegeneral
- Baxter, Henry (1821–1873), Brigadegeneral
- Bayard, George Dashiell (1835–1862), Brigadegeneral
- Beal, George Lafayette (1825–1896), Brigadegeneral
- Beatty, John (1828–1914), Brigadegeneral
- Beatty, Samuel (1820–1885), Brigadegeneral
- Belknap, William W. (1829–1890), Brigadegeneral
- Benham, Henry Washington (1813–1884), Brigadegeneral
- Benton, William Plummer (1828–1867), Brigadegeneral
- Berry, Hiram Gregory (1824–1863), Generalmajor
- Bidwell, Daniel Davidson (1819–1864), Brigadegeneral
- Birge, Henry Warner (1825–1888), Brigadegeneral
- Birney, David Bell (1825–1864), Generalmajor
- Birney, William (1819–1907), Brigadegeneral
- Blair, Francis Preston jr. (1821–1875), Generalmajor
- Blenker, Ludwig (1812–1863), Brigadegeneral
- Blunt, James Gillpatrick (1826–1881), Generalmajor
- Bohlen, Henry (1810–1862), Brigadegeneral
- Bowen, James (1808–1886), Brigadegeneral
- Boyle, Jeremiah Tilford (1818–1871), Brigadegeneral
- Bradley, Luther Prentice (1822–1910), Brigadegeneral
- Bragg, Edward Stuyvesant (1827–1912), Brigadegeneral
- Brannan, John Milton (1819–1892), Brigadegeneral
- Brayman, Mason (1813–1895), Brigadegeneral
- Briggs, Henry Shaw (1824–1887), Brigadegeneral
- Brisbin, James Sanks (1837–1892), Brigadegeneral
- Brooke, John Rutter (1838–1926), Brigadegeneral
- Brooks, William Thomas Harbaugh (1821–1870), Generalmajor
- Brown, Egbert Benson (1816–1902), Brigadegeneral
- Buchanan, Robert Christie (1811–1878), Brigadegeneral
- Buckingham, Catharinus Putnam (1808–1888), Brigadegeneral
- Buckland, Ralph Pomeroy (1812–1892), Brigadegeneral
- Buell, Don Carlos (1818–1898), Generalmajor
- Buford, John (1826–1863), Generalmajor
- Buford, Napoleon Bonaparte (1807–1883), Generalmajor
- Burbridge, Stephen Gano (1831–1894), Brigadegeneral
- Burnham, Hiram (1814–1864), Brigadegeneral
- Burns, William Wallace (1825–1892), Brigadegeneral
- Burnside, Ambrose Everett (1824–1881), Generalmajor
- Bussey, Cyrus (1833–1915), Brigadegeneral
- Busteed, Richard (1822–1898), Brigadegeneral
- Butler, Benjamin Franklin (1818–1893), Generalmajor
- Butterfield, Daniel (1831–1901), Generalmajor

## C
- Cadwalader, George (1806–1879), Generalmajor
- Caldwell, John Curtis (1833–1912), Brigadegeneral
- Cameron, Robert Alexander (1828–1894), Brigadegeneral
- Campbell, Charles Thomas (1823–1895), Brigadegeneral
- Campbell, William Bowen (1807–1867), Brigadegeneral
- Canby, Edward Richard Sprigg (1817–1873), Generalmajor
- Carleton, James Henry (1814–1873), Brigadegeneral
- Carlin, William Passmore (1829–1903), Brigadegeneral
- Carr, Eugene Asa (1830–1910), Brigadegeneral
- Carr, Joseph Bradford (1828–1895), Brigadegeneral
- Carrington, Henry Beebee (1824–1912), Brigadegeneral
- Carroll, Samuel Sprigg (1832–1893), Brigadegeneral
- Carter, Samuel Powhatan (1819–1891), Brigadegeneral
- Casey, Silas (1807–1882), Generalmajor
- Catterson, Robert Francis (1835–1914), Brigadegeneral
- Chamberlain, Joshua Lawrence (1828–1914), Brigadegeneral
- Chambers, Alexander (1832–1888), Brigadegeneral
- Champlin, Stephen Gardner (1827–1864), Brigadegeneral
- Chapin, Edward Payson (1831–1863), Brigadegeneral
- Chapman, George Henry (1832–1882), Brigadegeneral
- Chetlain, Augustus Louis (1824–1914), Brigadegeneral
- Chrysler, Morgan Henry (1822–1890), Brigadegeneral
- Clark, William Thomas (1831–1905), Brigadegeneral
- Clay, Cassius Marcellus (1810–1903), Generalmajor
- Clayton, Powell (1833–1914), Brigadegeneral
- Cluseret, Gustave Paul (1823–1900), Brigadegeneral
- Cochrane, John (1813–1898), Brigadegeneral
- Connor, Patrick Edward (1820–1891), Brigadegeneral
- Connor, Selden (1839–1917), Brigadegeneral
- Cook, John (1825–1910), Brigadegeneral
- Cooke, Philip St. George (1809–1895), Brigadegeneral (Regular Army)
- Cooper, James (1810–1863), Brigadegeneral
- Cooper, Joseph Alexander (1823–1910), Brigadegeneral
- Copeland, Joseph Tarr (1813–1893), Brigadegeneral
- Corcoran, Michael (1827–1863), Brigadegeneral
- Corse, John Murray (1835–1893), Brigadegeneral
- Couch, Darius Nash (1822–1897), Generalmajor
- Cowdin, Robert (1805–1874), Brigadegeneral
- Cox, Jacob Dolson (1828–1900), Generalmajor
- Craig, James (1818–1888), Brigadegeneral
- Crawford, Samuel Wylie (1829–1892), Brigadegeneral
- Crittenden, Thomas Leonidas (1819–1893), Generalmajor
- Crittenden, Thomas Turpin (1825–1905), Brigadegeneral
- Crocker, Marcellus Monroe (1830–1865), Brigadegeneral
- Crook, George (1828–1890), Generalmajor
- Croxton, John Thomas (1836–1874), Brigadegeneral
- Cruft, Charles (1826–1883), Brigadegeneral
- Cullum, George Washington (1809–1892), Brigadegeneral
- Curtis, Newton Martin (1835–1910), Brigadegeneral
- Curtis, Samuel Ryan (1805–1866), Generalmajor
- Custer, George Armstrong (1839–1876), Generalmajor
- Cutler, Lysander (1807–1866), Brigadegeneral

## D
- Dana, Napoleon Jackson Tecumseh (1822–1905), Generalmajor
- Davidson, John Wynn (1824–1881), Brigadegeneral
- Davies, Henry Eugene (1836–1894), Generalmajor
- Davies, Thomas Alfred (1809–1899), Brigadegeneral
- Davis, Edmund Jackson (1827–1883), Brigadegeneral
- Davis, Jefferson Columbus (1828–1879), Brigadegeneral
- Delafield, Richard (1798–1873), Brigadegeneral (Regular Army)
- Dennis, Elias Smith (1812–1894), Brigadegeneral
- Dent, Frederick Tracy (1820–1892), Brigadegeneral
- Denver, James William (1817–1892), Brigadegeneral
- De Russy, Gustavus Adolphus (1818–1891), Brigadegeneral
- De Trobriand, Philippe Régis Dénis de Keredern (1816–1897), Brigadegeneral
- Devens, Charles (1820–1891), Brigadegeneral
- Devin, Thomas Casimer (1822–1878), Brigadegeneral
- Dewey, Joel Allen (1840–1873), Brigadegeneral
- Dietzler, George Washington (1826–1884), Brigadegeneral
- Dix, John Adams (1798–1879), Generalmajor
- Dodge, Charles Cleveland (1841–1910), Brigadegeneral
- Dodge, Grenville Mellen (1831–1916), Generalmajor
- Doolittle, Charles Camp (1832–1903), Brigadegeneral
- Doubleday, Abner (1819–1893), Generalmajor
- Dow, Neal (1804–1897), Brigadegeneral
- Duffié, Alfred Napoleon Alexander (1835–1880), Brigadegeneral
- Dumont, Ebenezer (1814–1871), Brigadegeneral
- Duryée, Abram (1815–1890), Brigadegeneral
- Duval, Isaac Harding (1824–1902), Brigadegeneral
- Dwight, William (1831–1888), Brigadegeneral
- Dyer, Alexander Brydie (1815–1874), Brigadegeneral (Regular Army)

## E
- Eaton, Amos Beebe (1806–1877), Brigadegeneral (Regular Army)
- Edwards, John (1815–1894), Brigadegeneral
- Edwards, Oliver (1835–1904), Brigadegeneral
- Egan, Thomas Wilberforce (1834–1887), Brigadegeneral
- Ellet, Alfred Washington (1820–1895), Brigadegeneral
- Elliott, Washington Lafayette (1825–1888), Brigadegeneral
- Emory, William Hemsley (1811–1887), Generalmajor
- Eustis, Henry Lawrence (1819–1885), Brigadegeneral
- Ewing, Charles (1835–1883), Brigadegeneral
- Ewing, Hugh Boyle (1826–1905), Brigadegeneral
- Ewing, Thomas jr. (1829–1896), Brigadegeneral

## F
- Fairchild, Lucius (1831–1896), Brigadegeneral
- Farnsworth, Elon John (1837–1863), Brigadegeneral
- Farnsworth, John Franklin (1820–1897), Brigadegeneral
- Ferrero, Edward (1831–1899), Brigadegeneral
- Ferry, Orris Sanford (1823–1875), Brigadegeneral
- Fessenden, Francis (1839–1906), Generalmajor
- Fessenden, James Deering (1833–1882), Brigadegeneral
- Fisk, Clinton Bowen (1828–1890), Brigadegeneral
- Force, Manning Ferguson (1824–1899), Brigadegeneral
- Forsyth, James William (1834–1906), Brigadegeneral
- Foster, John Gray (1823–1874), Generalmajor
- Foster, Robert Sanford (1834–1903), Brigadegeneral
- Franklin, William Buel (1823–1903), Generalmajor
- Frémont, John Charles (1813–1890), Generalmajor (Regular Army)
- French, William Henry (1815–1881), Generalmajor
- Fry, James Barnet (1827–1894), Brigadegeneral
- Fry, Speed Smith (1817–1892), Brigadegeneral
- Fuller, John Wallace (1827–1891), Brigadegeneral

## G
- Gamble, William (1818–1866), Brigadegeneral
- Garfield, James Abram (1831–1881), Generalmajor
- Garrard, Kenner (1827–1879), Brigadegeneral
- Garrard, Theophilus Toulmin (1812–1902), Brigadegeneral
- Geary, John White (1819–1873), Brigadegeneral
- Getty, George Washington (1819–1901), Brigadegeneral
- Gibbon, John (1827–1896), Generalmajor
- Gibbs, Alfred (1823–1868), Brigadegeneral
- Gilbert, Charles Champion (1822–1903), Brigadegeneral
- Gilbert, James Isham (1823–1884), Brigadegeneral
- Gillem, Alvan Cullem (1830–1875), Generalmajor
- Gillmore, Quincy Adams (1825–1888), Generalmajor
- Gordon, George Henry (1823–1886), Brigadegeneral
- Gorman, Willis Arnold (1816–1876), Brigadegeneral
- Graham, Charles Kinnaird (1824–1889), Brigadegeneral
- Graham, Lawrence Pike (1815–1905), Brigadegeneral
- Granger, Gordon (1822–1876), Generalmajor
- Granger, Robert Seaman (1816–1894), Brigadegeneral
- Grant, Lewis Addison (1828–1918), Brigadegeneral
- Grant, Ulysses S. (1822–1885), Generalleutnant (Regular Army)
- Greene, George Sears (1801–1899), Brigadegeneral
- Gregg, David McMurtrie (1833–1916), Brigadegeneral
- Gresham, Walter Quintin (1832–1895), Brigadegeneral
- Grierson, Benjamin Henry (1826–1911), Brigadegeneral
- Griffin, Charles (1825–1867), Generalmajor
- Griffin, Simon Goodell (1824–1902), Brigadegeneral
- Grose, William (1812–1900), Brigadegeneral
- Grover, Cuvier (1828–1885), Brigadegeneral

## H
- Hackleman, Pleasant Adam (1814–1862), Brigadegeneral
- Halleck, Henry Wager (1815–1872), Generalmajor (Regular Army)
- Hamblin, Joseph Eldridge (1828–1870), Brigadegeneral
- Hamilton, Andrew Jackson (1815–1875), Brigadegeneral
- Hamilton, Charles Smith (1822–1891), Generalmajor
- Hamilton, Schuyler (1822–1903), Generalmajor
- Hamlin, Cyrus (1839–1867), Brigadegeneral
- Hammond, William Alexander (1828–1900), Brigadegeneral (Regular Army)
- Hancock, Winfield Scott (1824–1886), Generalmajor
- Hardie, James Allen (1823–1876), Brigadegeneral
- Hardin, Martin Davis (1837–1923), Brigadegeneral
- Harding, Abner Clark (1807–1874), Brigadegeneral
- Harker, Charles Garrison (1835–1864), Brigadegeneral
- Harland, Edward (1832–1915), Brigadegeneral
- Harney, William Selby (1800–1889), Brigadegeneral (Regular Army)
- Harris, Thomas Maley (1817–1906), Brigadegeneral
- Harrow, William (1822–1872), Brigadegeneral
- Hartranft, John Frederick (1830–1889), Brigadegeneral
- Hartsuff, George Lucas (1830–1874), Generalmajor
- Hascall, Milo Smith (1829–1904), Brigadegeneral
- Haskin, Joseph Abel (1818–1874), Brigadegeneral
- Hatch, Edward (1832–1889), Brigadegeneral
- Hatch, John Porter (1822–1901), Brigadegeneral
- Haupt, Herman (1817–1905), Brigadegeneral
- Hawkins, John Parker (1830–1914), Brigadegeneral
- Hawley, Joseph Roswell (1826–1905), Brigadegeneral
- Hayes, Joseph (1835–1912), Brigadegeneral
- Hayes, Rutherford Birchard (1822–1893), Brigadegeneral
- Haynie, Isham Nicholas (1824–1868), Brigadegeneral
- Hays, Alexander (1819–1864), Brigadegeneral
- Hays, William (1819–1875), Brigadegeneral
- Hazen, William Babcock (1830–1887), Generalmajor
- Heckman, Charles Adam (1822–1896), Brigadegeneral
- Heintzelman, Samuel Peter (1805–1880), Generalmajor
- Herron, Francis Jay (1837–1902), Generalmajor
- Hincks, Edward Winslow (1830–1894), Brigadegeneral
- Hitchcock, Ethan Allen (1798–1870), Generalmajor
- Hobson, Edward Henry (1825–1901), Brigadegeneral
- Holt, Joseph (1807–1894), Brigadegeneral (Regular Army)
- Hooker, Joseph (1814–1879), Generalmajor
- Hovey, Alvin Peterson (1821–1891), Brigadegeneral
- Hovey, Charles Edward (1827–1897), Brigadegeneral
- Howard, Oliver Otis (1830–1909), Generalmajor
- Howe, Albion Parris (1818–1897), Brigadegeneral
- Howell, Joshua Blackwood (1806–1864), Brigadegeneral
- Humphreys, Andrew Atkinson (1810–1883), Generalmajor
- Hunt, Henry Jackson (1819–1889), Brigadegeneral
- Hunt, Lewis Cass (1824–1886), Brigadegeneral
- Hunter, David (1802–1886), Generalmajor
- Hurlbut, Stephen Augustus (1815–1882), Generalmajor

## I
- Ingalls, Rufus (1820–1893), Brigadegeneral

## J
- Jackson, Conrad Feger (1813–1862), Brigadegeneral
- Jackson, James Streshly (1823–1862), Brigadegeneral
- Jackson, Nathaniel James (1818–1892), Brigadegeneral
- Jackson, Richard Henry (1830–1892), Brigadegeneral
- Jameson, Charles Davis (1827–1862), Brigadegeneral
- Johnson, Andrew (1808–1875), Brigadegeneral
- Johnson, Richard W. (1827–1897), Brigadegeneral
- Jones, Patrick Henry (1830–1900), Brigadegeneral
- Judah, Henry Moses (1821–1866), Brigadegeneral

## K
- Kane, Thomas Leiper (1822–1883), Brigadegeneral
- Kautz, August Valentin (1828–1895), Brigadegeneral
- Kearny, Philip (1815–1862), Generalmajor
- Keim, William High (1813–1862), Brigadegeneral
- Kelley, Benjamin Franklin (1807–1891), Brigadegeneral
- Kenly, John Reese (1818–1891), Brigadegeneral
- Ketcham, John Henry (1832–1906), Brigadegeneral
- Ketchum, William Scott (1813–1871), Brigadegeneral
- Keyes, Erasmus Darwin (1810–1895), Generalmajor
- Kiernan, James Lawlor (1837–1869), Brigadegeneral
- Kilpatrick, Hugh Judson (1836–1881), Generalmajor
- Kimball, Nathan (1822–1898), Brigadegeneral
- King, John Haskell (1820–1888), Brigadegeneral
- King, Rufus (1814–1876), Brigadegeneral
- Kirby, Edmund (1840–1863), Brigadegeneral
- Kirk, Edward Needles (1828–1863), Brigadegeneral
- Knipe, Joseph Farmer (1823–1901), Brigadegeneral
- Krzyzanowski, Wladimir (1824–1887), Brigadegeneral

## L
- Lander, Frederick West (1821–1862), Brigadegeneral
- Lauman, Jacob Gartner (1813–1867), Brigadegeneral
- Lawler, Michael Kelly (1814–1882), Brigadegeneral
- Ledlie, James Hewett (1832–1882), Brigadegeneral
- Lee, Albert Lindley (1834–1907), Brigadegeneral
- Leggett, Mortimer Dormer (1821–1896), Generalmajor
- Lightburn, John Andrew Jackson (1824–1901), Brigadegeneral
- Lockwood, Henry Hayes (1814–1899), Brigadegeneral
- Logan, John Alexander (1826–1886), Generalmajor
- Long, Eli (1837–1903), Brigadegeneral
- Lowell, Charles Russell (1835–1864), Brigadegeneral
- Lucas, Thomas John (1826–1908), Brigadegeneral
- Lyon, Nathaniel (1818–1861), Brigadegeneral
- Lytle, William Haines (1826–1863), Brigadegeneral

## M
- MacKenzie, Ranald Slidell (1840–1889), Brigadegeneral
- Maltby, Jasper Adalmorn (1826–1867), Brigadegeneral
- Mansfield, Joseph King (1803–1862), Generalmajor
- Manson, Mahlon Dickerson (1820–1895), Brigadegeneral
- Marcy, Randolph Barnes (1812–1887), Brigadegeneral
- Marston, Gilman (1811–1890), Brigadegeneral
- Martindale, John Henry (1815–1881), Brigadegeneral
- Mason, John Sanford (1824–1897), Brigadegeneral
- Matthies, Karl Leopold (1824–1868), Brigadegeneral
- McArthur, John (1826–1906), Brigadegeneral
- McCall, George Archibald (1802–1868), Brigadegeneral
- McClellan, George Brinton (1826–1885), Generalmajor (Regular Army)
- McClernand, John Alexander (1812–1900), Generalmajor
- McCook, Alexander McDowell (1831–1903), Generalmajor
- McCook, Daniel jr. (1834–1864), Brigadegeneral
- McCook, Edward Moody (1833–1909), Brigadegeneral
- McCook, Robert Latimer (1827–1862), Brigadegeneral
- McDowell, Irvin (1818–1885), Generalmajor
- McGinnis, George Francis (1826–1910), Brigadegeneral
- McIntosh, John Baillie (1829–1888), Brigadegeneral
- McKean, Thomas Jefferson (1810–1870), Brigadegeneral
- McKinstry, Justus (1814–1897), Brigadegeneral
- McLean, Nathaniel Collins (1815–1905), Brigadegeneral
- McMillan, James Winning (1825–1903), Brigadegeneral
- McNeil, John (1813–1891), Brigadegeneral
- McPherson, James Birdseye (1828–1864), Generalmajor
- Meade, George Gordon (1815–1872), Generalmajor (Regular Army)
- Meagher, Thomas Francis (1823–1867), Brigadegeneral
- Meigs, Montgomery Cunningham (1816–1892), Brigadegeneral (Regular Army)
- Meredith, Solomon (1810–1875), Brigadegeneral
- Meredith, Sullivan Amory (1816–1874), Brigadegeneral
- Merritt, Wesley (1834–1910), Generalmajor
- Miles, Nelson Appleton (1839–1925), Generalmajor
- Miller, John Franklin (1831–1886), Brigadegeneral
- Miller, Stephen (1816–1881), Brigadegeneral
- Milroy, Robert Huston (1816–1890), Generalmajor
- Mitchel, Ormsby MacKnight (1809–1862), Generalmajor
- Mitchell, John Grant (1838–1894), Brigadegeneral
- Mitchell, Robert Byington (1823–1882), Brigadegeneral
- Montgomery, William Reading (1801–1871), Brigadegeneral
- Morell, George Webb (1815–1883), Generalmajor
- Morgan, Charles Hale (1834–1875), Brigadegeneral
- Morgan, Edwin Denison (1811–1883), Generalmajor
- Morgan, George Washington (1820–1893), Brigadegeneral
- Morgan, James Dada (1810–1896), Brigadegeneral
- Morris, William Hopkins (1827–1900), Brigadegeneral
- Morton, James St. Clair (1829–1864), Brigadegeneral
- Mott, Gershom (1822–1884), Generalmajor
- Mower, Joseph Anthony (1827–1870), Generalmajor

## N
- Nagle, James (1822–1866), Brigadegeneral
- Naglee, Henry Morris (1815–1886), Brigadegeneral
- Negley, James Scott (1826–1901), Generalmajor
- Neill, Thomas Hewson (1826–1885), Brigadegeneral
- Nelson, William (1824–1862), Generalmajor
- Newton, John (1822–1895), Generalmajor
- Nickerson, Franklin Stillman (1826–1917), Brigadegeneral

## O
- Oglesby, Richard James (1824–1899), Generalmajor
- Oliver, James Morrison (1828–1872), Brigadegeneral
- Opdycke, Emerson (1830–1884), Brigadegeneral
- Ord, Edward Otho Cresap (1818–1883), Generalmajor
- Orme, William Ward (1832–1866), Brigadegeneral
- Osborn, Thomas Ogden (1832–1904), Brigadegeneral
- Osterhaus, Peter Joseph (1823–1917), Generalmajor
- Owen, Joshua Thomas (1821–1887), Brigadegeneral

## P
- Paine, Charles Jackson (1833–1916), Brigadegeneral
- Paine, Eleazer Arthur (1815–1882), Brigadegeneral
- Paine, Halbert Eleazer (1826–1905), Brigadegeneral
- Palmer, Innis Newton (1824–1900), Brigadegeneral
- Palmer, John McCauley (1817–1900), Generalmajor
- Palmer, William Jackson (1836–1909), Brevet Brigadier General
- Parke, John Grubb (1827–1900), Generalmajor
- Parsons, Lewis Baldwin (1818–1907), Brigadegeneral
- Patrick, Marsena Rudolph (1811–1888), Brigadegeneral
- Patterson, Francis Engle (1821–1862), Brigadegeneral
- Paul, Gabriel René (1813–1886), Brigadegeneral
- Peck, John James (1821–1878), Generalmajor
- Pennypacker, Galusha (1844–1916), Brigadegeneral
- Penrose, William Henry (1832–1903), Brigadegeneral
- Phelps, John Smith (1814–1886), Brigadegeneral
- Phelps, John Wolcott (1813–1885), Brigadegeneral
- Piatt, Abram Sanders (1821–1908), Brigadegeneral
- Pierce, Byron Root (1829–1924), Brigadegeneral
- Pile, William Anderson (1829–1889), Brigadegeneral
- Pitcher, Thomas Gamble (1824–1895), Brigadegeneral
- Pleasonton, Alfred (1824–1897), Generalmajor
- Plummer, Joseph Bennett (1816–1862), Brigadegeneral
- Poe, Orlando Metcalfe (1832–1895), Brigadegeneral
- Pope, John (1822–1892), Generalmajor
- Porter, Andrew (1820–1872), Brigadegeneral
- Porter, Fitz-John (1822–1901), Generalmajor
- Potter, Edward Elmer (1823–1889), Brigadegeneral
- Potter, Joseph Haydn (1822–1892), Brigadegeneral
- Potter, Robert Brown (1829–1887), Generalmajor
- Potts, Benjamin Franklin (1836–1887), Brigadegeneral
- Powell, William Henry (1825–1904), Brigadegeneral
- Pratt, Calvin Edward (1828–1896), Brigadegeneral
- Prentiss, Benjamin Mayberry (1819–1901), Generalmajor
- Prince, Henry (1811–1892), Brigadegeneral

## Q
- Quinby, Isaac Ferdinand (1821–1891), Brigadegeneral

## R
- Ramsay, George Douglas (1802–1882), Brigadegeneral (Regular Army)
- Ransom, Thomas Edward Greenfield (1834–1864), Brigadegeneral
- Raum, Green Berry (1829–1909), Brigadegeneral
- Rawlins, John Aaron (1831–1869), Brigadegeneral (Regular Army)
- Reid, Hugh Thompson (1811–1874), Brigadegeneral
- Reilly, James William (1828–1905), Brigadegeneral
- Reno, Jesse Lee (1823–1862), Generalmajor
- Revere, Joseph Warren (1812–1880), Brigadegeneral
- Reynolds, John Fulton (1820–1863), Generalmajor
- Reynolds, Joseph Jones (1822–1899), Generalmajor
- Rice, Americus Vespucius (1835–1904), Brigadegeneral
- Rice, Elliott Warren (1835–1887), Brigadegeneral
- Rice, James Clay (1829–1864), Brigadegeneral
- Rice, Samuel Allen (1828–1864), Brigadegeneral
- Richardson, Israel Bush (1815–1862), Generalmajor
- Ricketts, James Brewerton (1817–1887), Brigadegeneral
- Ripley, James Wolfe (1794–1870), Brigadegeneral (Regular Army)
- Roberts, Benjamin Stone (1810–1875), Brigadegeneral
- Robinson, James Sidney (1827–1892), Brigadegeneral
- Robinson, John Cleveland (1817–1897), Brigadegeneral
- Rodman, Isaac Peace (1822–1862), Brigadegeneral
- Rosecrans, William Starke (1819–1898), Generalmajor
- Ross, Leonard Fulton (1823–1901), Brigadegeneral
- Rousseau, Lovell Harrison (1818–1869), Generalmajor
- Rowley, Thomas Algeo (1808–1892), Brigadegeneral
- Rucker, Daniel Henry (1812–1910), Brigadegeneral
- Ruger, Thomas Howard (1833–1907), Brigadegeneral
- Russell, David Allen (1820–1864), Brigadegeneral

## S
- Salomon, Friedrich (1826–1897), Brigadegeneral
- Sanborn, John Benjamin (1826–1904), Brigadegeneral
- Sanders, William Price (1833–1863), Brigadegeneral
- Saxton, Rufus (1824–1908), Brigadegeneral
- Scammon, Eliakim Parker (1816–1894), Brigadegeneral
- Schenck, Robert Cumming (1809–1890), Generalmajor
- Schimmelfennig, Alexander (1824–1865), Brigadegeneral
- Schoepf, Albin Francisco (1822–1886), Brigadegeneral
- Schofield, John McAllister (1831–1906), Generalmajor
- Schurz, Carl (1829–1906), Generalmajor
- Scott, Robert Kingston (1826–1900), Brigadegeneral
- Scott, Winfield (1786–1866), Generalmajor (Regular Army)
- Sedgwick, John (1813–1864), Generalmajor
- Seward, William Henry jr. (1839–1920), Brigadegeneral
- Seymour, Truman (1824–1891), Brigadegeneral
- Shackelford, James Murrell (1827–1909), Brigadegeneral
- Shaler, Alexander (1827–1911), Brigadegeneral
- Shepard, Isaac Fitzgerald (1816–1889), Brigadegeneral
- Shepley, George Foster (1819–1878), Brigadegeneral
- Sheridan, Philip Henry (1831–1888), Generalmajor (Regular Army)
- Sherman, Francis Trowbridge (1825–1905), Brigadegeneral
- Sherman, Thomas West (1813–1879), Brigadegeneral
- Sherman, William Tecumseh (1820–1891), Generalmajor (Regular Army)
- Shields, James (1806–1879), Brigadegeneral
- Sibley, Henry Hastings (1811–1891), Brigadegeneral
- Sickles, Daniel Edgar (1819–1914), Generalmajor
- Sigel, Franz (1824–1902), Generalmajor
- Sill, Joshua Woodrow (1831–1862), Brigadegeneral
- Slack, James Richard (1818–1881), Brigadegeneral
- Slemmer, Adam Jacoby (1828–1868), Brigadegeneral
- Slocum, Henry Warner (1827–1894), Generalmajor
- Slough, John Potts (1829–1867), Brigadegeneral
- Smith, Andrew Jackson (1815–1897), Generalmajor
- Smith, Charles Ferguson (1807–1862), Generalmajor
- Smith, Giles Alexander (1829–1876), Generalmajor
- Smith, Green Clay (1826–1895), Brigadegeneral
- Smith, Gustavus Adolphus (1820–1885), Brigadegeneral
- Smith, John Eugene (1816–1897), Brigadegeneral
- Smith, Morgan Lewis (1821–1874), Brigadegeneral
- Smith, Thomas Church Haskell (1819–1897), Brigadegeneral
- Smith, Thomas Kilby (1820–1887), Brigadegeneral
- Smith, William Farrar (1824–1903), Generalmajor
- Smith, William Sooy (1830–1916), Brigadegeneral
- Smyth, Thomas Alfred (1832–1865), Brigadegeneral
- Spears, James Gallant (1816–1869), Brigadegeneral
- Spinola, Francis Barretto (1821–1891), Brigadegeneral
- Sprague, John Wilson (1817–1893), Brigadegeneral
- Stahel, Julius (1825–1912), Generalmajor
- Stanley, David Sloane (1828–1902), Generalmajor
- Stannard, George Jerrison (1820–1886), Brigadegeneral
- Starkweather, John Converse (1830–1890), Brigadegeneral
- Steedman, James Blair (1817–1883), Generalmajor
- Steele, Frederick (1819–1868), Generalmajor
- Stevens, Isaac Ingalls (1818–1862), Generalmajor
- Stevenson, John Dunlap (1821–1897), Brigadegeneral
- Stevenson, Thomas Greely (1836–1864), Brigadegeneral
- Stokes, James Hughes (1815–1890), Brigadegeneral
- Stolbrand, Carl Johan (1821–1894), Brigadegeneral
- Stone, Charles Pomeroy (1824–1887), Brigadegeneral
- Stoneman, George (1822–1894), Generalmajor
- Stoughton, Edwin Henry (1838–1868), Brigadegeneral
- Strong, George Crockett (1832–1863), Generalmajor
- Strong, William Kerley (1805–1867), Brigadegeneral
- Stuart, David (1816–1868), Brigadegeneral
- Stumbaugh, Frederick Shearer (1817–1897), Brigadegeneral
- Sturgis, Samuel Davis (1822–1889), Brigadegeneral
- Sullivan, Jeremiah Cutler (1830–1890), Brigadegeneral
- Sully, Alfred (1821–1879), Brigadegeneral
- Sumner, Edwin Vose (1797–1863), Generalmajor
- Swayne, Wager (1834–1902), Generalmajor
- Sweeny, Thomas William (1820–1892), Brigadegeneral
- Sykes, George (1822–1880), Generalmajor

## T
- Taylor, George William (1808–1862), Brigadegeneral
- Taylor, Joseph Pannell (1796–1864), Brigadegeneral (Regular Army)
- Taylor, Nelson (1821–1894), Brigadegeneral
- Terrill, William Rufus (1834–1862), Brigadegeneral
- Terry, Alfred Howe (1827–1890), Generalmajor
- Terry, Henry Dwight (1812–1869), Brigadegeneral
- Thayer, John Milton (1820–1906), Brigadegeneral
- Thomas, George Henry (1816–1870), Generalmajor (Regular Army)
- Thomas, Henry Goddard (1837–1897), Brigadegeneral
- Thomas, Lorenzo (1804–1875), Brigadegeneral (Regular Army)
- Thomas, Stephen (1809–1903), Brigadegeneral
- Thruston, Charles Mynn (1798–1873), Brigadegeneral
- Tibbits, William Badger (1837–1880), Brigadegeneral
- Tillson, Davis (1830–1895), Brigadegeneral
- Todd, John Blair Smith (1814–1872), Brigadegeneral
- Torbert, Alfred Thomas Archimedes (1833–1880), Brigadegeneral
- Totten, Joseph Gilbert (1788–1864), Brigadegeneral (Regular Army)
- Tower, Zealous Bates (1819–1900), Brigadegeneral
- Tracy, Benjamin Franklin (1830–1915), Brigadegeneral
- Turchaninov, Ivan Vasilyevich (1822–1901), Brigadegeneral
- Turner, John Wesley (1833–1899), Brigadegeneral
- Tuttle, James Madison (1823–1892), Brigadegeneral
- Tyler, Daniel (1799–1882), Brigadegeneral
- Tyler, Erastus Barnard (1822–1891), Brigadegeneral
- Tyler, Robert Ogden (1831–1874), Brigadegeneral
- Tyndale, Hector (1821–1880), Brigadegeneral

## U
- Ullmann, Daniel (1810–1892), Brigadegeneral
- Underwood, Adin Ballou (1828–1888), Brigadegeneral
- Upton, Emory (1839–1881), Brigadegeneral

## V
- Van Alen, James Henry (1819–1886), Brigadegeneral
- Van Cleve, Horatio Phillips (1809–1891), Brigadegeneral
- Van Derveer, Ferdinand (1823–1892), Brigadegeneral
- Vandever, William (1817–1893), Brigadegeneral
- Van Vliet, Stewart (1815–1901), Brigadegeneral
- Van Wyck, Charles Henry (1824–1895), Brigadegeneral
- Veatch, James Clifford (1819–1895), Brigadegeneral
- Viele, Egbert Ludovicus (1825–1902), Brigadegeneral
- Vincent, Strong (1837–1863), Brigadegeneral
- Vinton, Francis Laurens (1835–1879), Brigadegeneral
- Vogdes, Israel (1816–1889), Brigadegeneral
- Von Steinwehr, Adolph Wilhelm August Friedrich (1822–1877), Brigadegeneral

## W
- Wade, Melancthon Smith (1802–1868), Brigadegeneral
- Wadsworth, James Samuel (1807–1864), Generalmajor
- Wagner, George Day (1829–1869), Brigadegeneral
- Walcutt, Charles Carroll (1838–1898), Brigadegeneral
- Wallace, Lewis (1827–1905), Generalmajor
- Wallace, William Harvey Lamb (1821–1862), Brigadegeneral
- Ward, John Henry Hobart (1823–1903), Brigadegeneral
- Ward, William Thomas (1808–1878), Brigadegeneral
- Warner, James Meech (1836–1897), Brigadegeneral
- Warren, Fitz Henry (1816–1878), Brigadegeneral
- Warren, Gouverneur Kemble (1830–1882), Generalmajor
- Washburn, Cadwallader Colden (1818–1882), Generalmajor
- Watkins, Louis Douglass (1833–1868), Brigadegeneral
- Webb, Alexander Stewart (1835–1911), Brigadegeneral
- Weber, Max (1824–1901), Brigadegeneral
- Webster, Joseph Dana (1811–1876), Brigadegeneral
- Weed, Stephen Hinsdale (1831–1863), Brigadegeneral
- Weitzel, Godfrey (1835–1884), Generalmajor
- Wells, William (1837–1892), Brigadegeneral
- Welsh, Thomas (1824–1863), Brigadegeneral
- Wessells, Henry Walton (1809–1889), Brigadegeneral
- West, Joseph Rodman (1822–1898), Brigadegeneral
- Wheaton, Frank (1833–1903), Brigadegeneral
- Whipple, Amiel Weeks (1816–1863), Generalmajor
- Whipple, William Denison (1826–1902), Brigadegeneral
- Whitaker, Walter Chiles (1823–1887), Brigadegeneral
- White, Julius (1816–1890), Brigadegeneral
- Wild, Edward Augustus (1825–1891), Brigadegeneral
- Willcox, Orlando Bolivar (1823–1907), Brigadegeneral
- Williams, Alpheus Starkey (1810–1878), Brigadegeneral
- Williams, David Henry (1819–1891), Brigadegeneral
- Williams, Nelson Grosvenor (1823–1897), Brigadegeneral
- Williams, Seth (1822–1866), Brigadegeneral
- Williams, Thomas (1815–1862), Brigadegeneral
- Williamson, James Alexander (1829–1902), Brigadegeneral
- Willich, August (1810–1878), Brigadegeneral
- Wilson, James Harrison (1837–1925), Generalmajor
- Wistar, Isaac Jones (1827–1905), Brigadegeneral
- Wood, Thomas John (1823–1906), Generalmajor
- Woodbury, David Phineas (1812–1864), Brigadegeneral
- Woods, Charles Robert (1827–1885), Brigadegeneral
- Woods, William Burnham (1824–1887), Brigadegeneral
- Wool, John Ellis (1784–1869), Generalmajor (Regular Army)
- Wright, George (1803–1865), Brigadegeneral
- Wright, Horatio Gouverneur (1820–1899), Generalmajor

## Z
- Zook, Samuel Kosciuszko (1821–1863), Brigadegeneral